# 前田正治 (野球)
前田 正治（まえだ まさはる、1957年11月2日 - ）は、元アマチュア野球選手（投手）、元指導者。高校野球解説者も務めている。大阪府出身。

## 来歴・人物
大阪府の明星高等学校と関西大学では投手としてプレーしていた。
大学卒業後は社会人野球の日本新薬のチームに入団し、同チームの監督も務めた。
その後、選抜高校野球の選考委員に携わる一方で、2002年から2021年までに日本放送協会で甲子園での高校野球解説者を務め、2018年の夏の甲子園の決勝を初めとする多くの試合の解説を担当した。同局では社会人野球日本選手権大会決勝戦の解説も数回担当している。現在は、選抜高校野球の東北・近畿ブロックの小委員会の選考委員長も務めている。
2011年からは秋田県で高校野球強化プロジェクトアドバイザーを務めている。
甲子園での解説を引退した直後の2022年夏も、長らく続けているNHKの選手権京都大会決勝の解説は前田が担当した。